# Siberische waterwegen

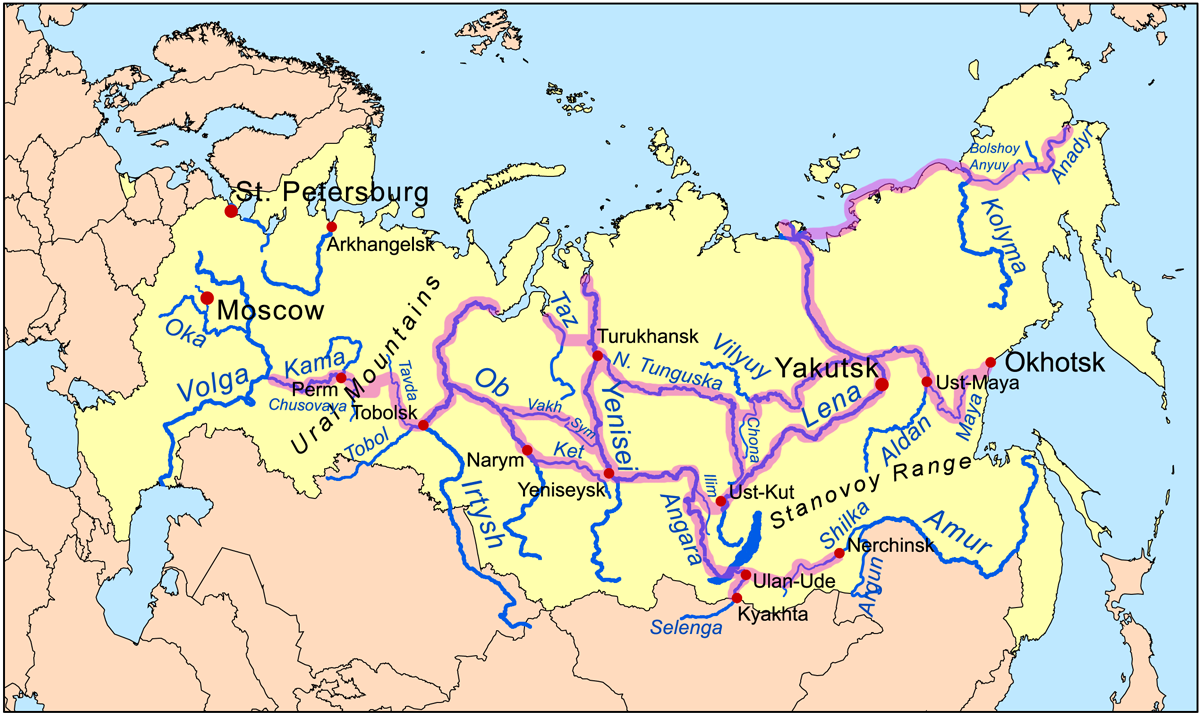
Siberische waterwegen

De Siberische waterwegen (Russisch: Сибирские водные пути; Sibirskië vodnye poeti) waren de eerste routes die door de Russen werden gebruikt om Siberië binnen te dringen tijdens de Russische verovering van Siberië. Tot 1730, toen de Russen begonnen met de aanleg van wegen in Siberië (met name de Siberische Trakt), vond de Russische penetratie in dit enorme gebied grotendeels plaats over de rivieren. Aangezien de drie grote rivieren van Siberië -de Ob, de Jenisej en de Lena- allen naar de Noordelijke IJszee stromen, was het een uitdaging om delen of zijrivieren van deze rivieren te vinden die min of meer in oost-westelijke richting stroomden en overtomen te vinden -korte stukken land waar de boten overheen konden worden gesleept- waarmee men ook van het ene stroomgebied naar het andere kon komen. Omdat Siberië relatief vlak is, zijn de hoogteverschillen tussen de verschillende rivieren ook erg klein en waren de trajecten van de overtomen over het algemeen kort. Hierdoor en door de zwakte van de Siberische stammen konden de Russische kozakken in slechts 60 jaar (1582-1643) het grondgebied van het Tsaardom Rusland uitbreiden van het Oeralgebergte tot de kust van de Grote Oceaan.

## Routes
Er liepen een aantal routes door Siberië.

### Zuidelijke route

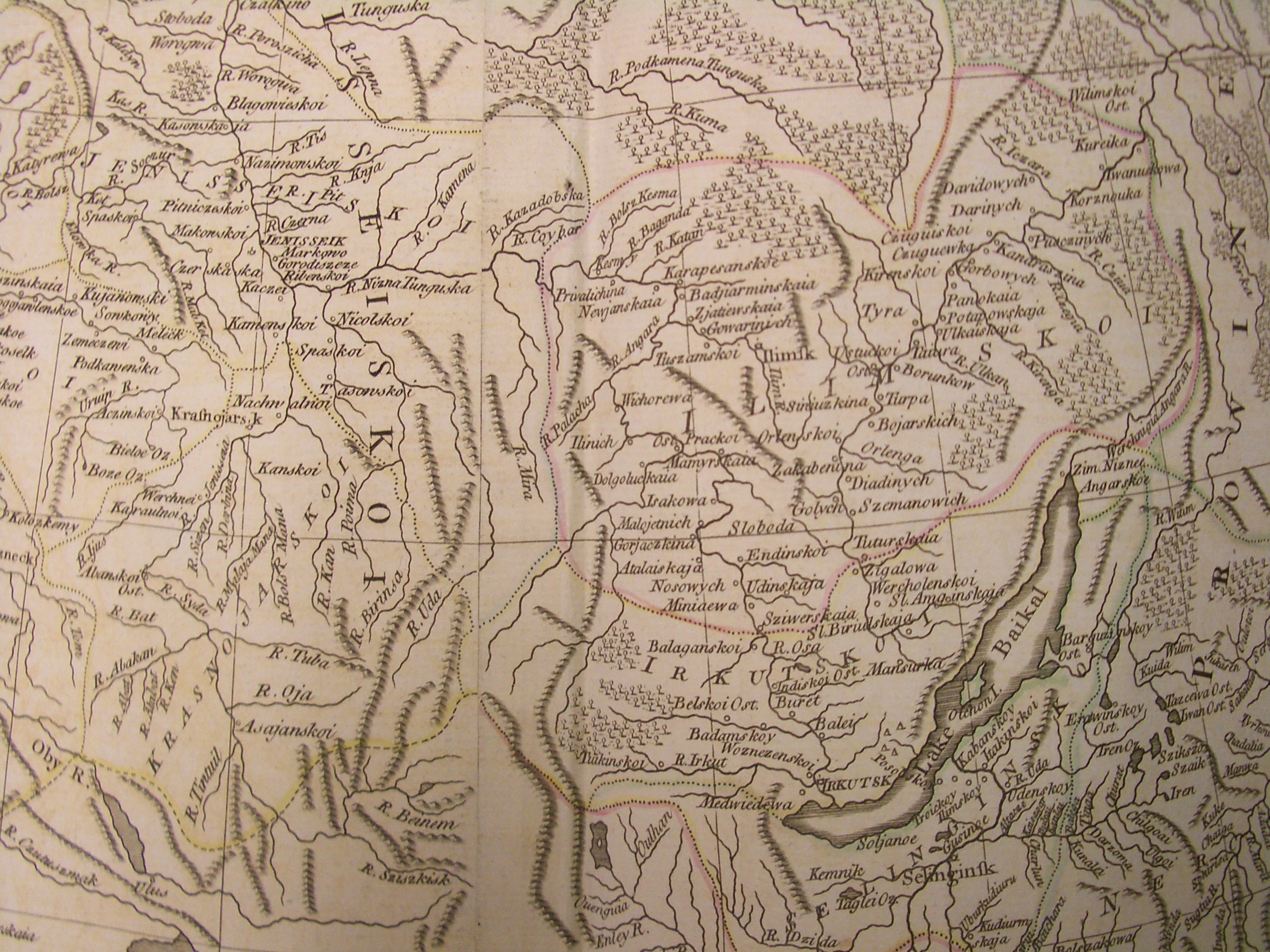
Het belang van de waterwegen blijkt onder andere uit dit fragment van ene kaart uit 1773, waarop een continue keten van bevolkte plaatsen te zien is langs de rivieren Angara, Ilim en Lena.

- Over de Oeral: Vanaf de Wolga werd de Kamarivier bevaren in stroomopwaartse richting tot Perm (gesticht in 1472). Vanaf hier waren er twee mogelijke routes om het Oeralgebergte over te steken, dat in dit gebied slechts ongeveer 350 hoog is; ongeveer 150 meter hoger dan de omringende laaglanden. Een route volgde de Kama stroomopwaarts, liep vervolgens via een overtoom naar de Tavdarivier, die stroomafwaarts werd gevolgd en een kort stuk langs de Tobolrivier, tot diens samenvloeiing met de Irtysj. Daar werd de nederzetting Tobolsk gesticht (1582). De andere route liep via de Tsjoesovajarivier in Perm stroomopwaarts tot bijna aan haar bron, om vandaar via een overtoom naar Jekaterinenburg (1723) te gaan, waar de tocht voortgezet werd via de Iset. Stroomafwaarts van de Iset werd de Tobolrivier weer bereikt, die vervolgens kon worden gevolgd tot Tobolsk. Tobolsk ligt ongeveer 700 kilometer ten oosten van Perm en ongeveer 1800 kilometer ten oosten van Moskou. Deze laatste route nam Jermak Timofevitsj ook tijdens zijn Siberische campagne. De latere Siberische Trakt, een weg die werd aangelegd vanaf de jaren 1730, liep ten zuidoosten tussen Perm en Koengoer, waarna via een andere tak Jekaterinenburg en Tobolsk konden worden bereikt. In 1885 werd een spoorlijn aangelegd van Perm naar Jekaterinenburg. Een andere tak van de Trans-Siberische spoorlijn (1891) loopt sindsdien ten zuiden van de Oeral via Tsjeljabinsk (1736), Omsk (1716) en Novosibirsk (1893).
- Stroomgebied van de Ob: Nabij Tobolsk lag vroeger de hoofdstad van het Kanaat Sibir, dat in 1582 werd veroverd. De Irtysj diende vanaf daar stroomafwaarts te worden gevolgd tot zijn samenvloeiing met de Ob. Dan moest de Ob 750 kilometer stroomafwaarts worden gevolgd tot aan Narym (1594) en dan ongeveer 300 kilometer stroomopwaarts over de Ket (1602) tot aan diens bovenloop. Hier bevond zich een overtoom met de Jenisej bij Jenisejsk (1619). Jenisejsk ligt op ongeveer 1400 kilometer van Tobolsk en 3200 kilometer van Moskou. Een andere route vanaf de samenvloeiing van de Ob met de Irtysj liep ongeveer 450 kilometer stroomopwaarts over de Ob tot aan diens zijrivier de Vach om deze rivier vervolgens nog eens 500 kilometer stroomopwaarts te volgen, waarna via een overtoom de Symrivier kon worden bereikt. Deze werd dan stroomafwaarts gevolgd tot aan de Jennisej en vandaar uit naar Jenisejsk.
- Stroomgebieden van de Jenisej en de Lena: Jenisejsk ligt zoals de naam al aangeeft aan de rivier de Jenisej, iets minder dan 100 kilometer ten noorden van de samenvloeiing met de rivier de Angara. Vanuit Jenisejsk liep de route stroomopwaarts via de Angara in oostelijke richting tot aan de samenvloeiing met de Ilimrivier en vandaar stroomopwaarts via de Ilim naar Ilimsk (1630), waar een korte overtoom werd gemaakt naar de rivier de Koeta. Vervolgens werd via een kort stuk stroomafwaarts het stadje Oest-Koet (1631) en daarmee de Lena bereikt. Vanaf hier werd de Lena over een afstand van meer ruim 1400 kilometer stroomafwaarts gevolgtd in noordoostelijke richting tot aan Jakoetsk (1632), dat op 4900 kilometer ten oosten van Moskou ligt. Jakoetsk was een belangrijk rustpunt en bestuurspost aan de route. Vervolgens werd de rivier nog 125 kilometer stroomafwaarts gevolgd tot aan de samenvloeiing met de Aldan, die dan weer stroomopwaarts leidde tot aan Oest-Maja, van waaruit de lange Majarivier werd gevolgd of zijn rechterzijrivier, de Joedoma.
- Naar de Zee van Ochotsk: Nadat een van de twee laatstgenoemde routes was genomen resteerde er nog slechts ongeveer 150 kilometer tot aan de plaats Ochotsk (1643) aan de gelijknamige Zee van Ochotsk, maar daarbij moest nog wel een bergketen van ruim 600 meter hoog worden bedwongen. Voor deze route werd gebruik gemaakt van paarden. De haven van Ochotsk ligt op 800 kilometer ten zuidoosten van Jakoetsk en op 5600 kilometer van Moskou. Na 1712, toen er scheepswerven werden gebouwd bij Ochotsk, kon vanaf die haven over zee ook het schiereiland Kamtsjatka, de Koerilen, de (toen Russische) Aleoeten en de kusten van Russisch-Amerika (nu Alaska) worden bereikt.
- Stroomgebied van de Amoer: Tussen 1643 en 1689 probeerden de Russen vanaf de Lena naar het zuiden door te dringen naar Daurië; het gebied rond de rivier de Amoer. De Mantsjoes wisten dit echter te verhinderen tijdens de zogenoemde Chinees-Russische grensconflicten. Vanuit het westen drongen de Russen wel op tot Oelan-Oede (1666), Tsjita (1653) en Nertsjinsk (1654), waar de Argoenrivier werd bereikt. Tussen 1689 en 1859 vormden de Argoen en het Stanovojgebergte de Russisch-Chinese grens. Vanaf 1727 verhuisde het grootste deel van de Russisch-Chinese handel naar Kjachta (1728), een stad in de buurt van de plek waar de Selengarivier de Russisch-Mongoolse grens oversteekt. In 1859 -toen China sterk verzwakt was- annexeerde Rusland ook het Amoergebied.

### Noordelijke route
Vanaf ongeveer de twaalfde eeuw begonnen de Russische Pomoren de Witte Zee en de Barentszzee te bevaren. Op een gegeven moment ontdekten ze daarbij de Obboezem en trokken ze ofwel hierdoor of via een overtoom over het schiereiland Jamal naar de Tazboezem. Vandaar uit voeren ze stroomopwaarts de Tazrivier op tot Mangazeja (1601), om daar via een overtoom naar Janov Stan de rivier de Toeroechan te bereiken, die werd afgevaren tot Nieuw-Mangazeja (1607; of Toeroechansk, nu Starotoeroechansk), aan de samenvloeiing van de Jenisej met de Beneden-Toengoeska. Daarna werd de Beneden-Toengoeska stroomopwaarts gevolgd naar het oosten. Op de plek waar de rivier afbuigt naar het zuiden, werd een nieuwe overtoom gemaakt naar de rivier de Tsjona, een zijrivier van de Viljoej. De samenvloeiing tussen deze beide rivieren werd in de 20e eeuw onderdeel van het Viljoej-stuwmeer. De Viljoej werd vervolgens stroomafwaarts bevaren tot aan de Lena, waarna deze stroomafwaarts werd gevolgd tot Jakoetsk, ongeveer 2400 kilometer van de Tazboezem. Een alternatieve route liep via de Beneden-Toengoeska naar het ongeveer 175 kilometer ten noordoosten van Oest-Koet gelegen Kirensk (1630), vanwaaruit een korte overtoom leidde naar de Lena en vervolgens via deze rivier weer naar Jakoetsk.
Vanaf de monding van de rivier de Lena liep een route langs de noordelijke kust tot aan de monding van de Kolyma en vandaar uit verder naar de rivier de Grote Anjoej, waar een overtoom naar de Anadyr leidde en over deze rivier naar de plaats Anadyrsk (1650). Via de Anadyr kon ook de Grote Oceaan worden bereikt, maar dit gebied was te onvruchtbaar en daarmee niet interessant voor de handel. Het gebied ten noordoosten van deze route werd bovendien vermeden vanwege de krijgshaftige Tsjoektsjen. Rond 1700 bereikten de Russen vanuit Anadyrsk het schiereiland Kamtsjatka. Later werd ook een scheepvaartverbinding naar dit schiereiland opgezet vanuit Ochotsk.
Na ongeveer 1700 verplaatste de meeste handel zich naar het zuiden en hield de route ten westen van Toeroechansk grotendeels op te bestaan.

## Overgang naar andere vervoersmiddelen
Nadat de Russen in 1566 Astrachan veroverden, breidde het tsarenrijk zich uit naar het zuidoosten, om de zuidelijke uitlopers van de Oeral. Hierbij werden grote gebieden veroverd op de Nogaihorde, de Kalmukken en de noordelijke Kazachen, waarna in de loop der tijd Russische boeren het gebied koloniseerden. De zuidelijke grens van Siberië komt overeen met de grens tussen bos en steppe. De Russische penetratie van Azië bleef beperkt tot het bosgebied omdat de kozakken over de vaardigheden beschikten om door rivieren en bossen te reizen, omdat de inheemse bevolkingsgroepen gering in aantal en zwak bewapend waren en omdat hun expansie werd betaald door de pelshandel. In tegenstelling tot het 'echte' Rusland, werden er weinig pogingen ondernomen om de steppe binnen te dringen.
In de jaren 1730 werd in dit klimatologisch minder strenge gebied begonnen met de aanleg van de Siberische Trakt; de nieuwe wegverbinding door het zuiden van Siberië. Daarmee nam het belang van het vervoer over water af. Vanaf het begin vestigden zich boeren in het gebied, maar de grote kolonisatie door de boeren startte pas met de afschaffing van de lijfeigenschap in 1861. De Trans-Siberische spoorweg werd aangelegd vanaf 1891. In de twintigste eeuw werd de Trans-Siberische weg aangelegd, maar de strook ten noorden van de Amoer tussen Tsjita en Chabarovsk (de Amoersnelweg) werd pas in 2010 voltooid. Vanzelfsprekend vond al deze ontwikkeling zo ver mogelijk naar het zuiden plaats. Het resultaat is een patroon waarbij de Russische nederzettingen zich in een lange smalle gordel langs de zuidelijke grens uitstrekken met enkele uitbreidingen naar het noorden, voornamelijk op plekken waar mineralen te vinden zijn. De rivieren worden nog steeds gebruikt, maar hoofdzakelijk voor transport vanaf de Trans-Siberische spoorweg naar het noorden en vice versa.